# Столкновение над Днепродзержинском
Столкнове́ние над Днепродзержи́нском — крупная авиационная катастрофа, произошедшая в субботу 11 августа 1979 года и ставшая одной из крупнейших в истории авиации. В небе в районе Днепродзержинска (ныне Каменское) на высоте 8400 метров столкнулись два авиалайнера Ту-134А авиакомпании «Аэрофлот» (рейсы SU-7628 Челябинск—Воронеж—Кишинёв и SU-7880 Ташкент—Гурьев—Донецк—Минск). Погибли все находившиеся в обоих самолётах 178 человек — 94 на рейсе 7628 (88 пассажиров и 6 членов экипажа) и 84 на рейсе 7880 (77 пассажиров и 7 членов экипажа); 17 человек на борту рейса 7880 являлись членами футбольной команды «Пахтакор», из-за чего катастрофа получила особый резонанс.

## Сведения о самолётах

### Борт СССР-65816
Ту-134А (регистрационный номер СССР-65816, заводской 4352210, серийный 22-10) Кишинёвского ОАО Молдавского РПО ГА был выпущен Харьковским авиационным заводом в 1974 году (первый полёт совершил 24 марта). Точных сведений о ранних эксплуатантах самолёта нет; известно лишь, что в Кишинёвский ОАО он поступил 26 марта 1979 года. Оснащён двумя турбореактивными двигателями Д-30-II производства Пермского моторного завода. На день катастрофы 5-летний авиалайнер совершил 7683 цикла «взлёт-посадка» и налетал 12 739 часов.
В тот день самолёт совершал рейс SU-7628 по маршруту Челябинск—Воронеж—Кишинёв. В 12:54 EEST рейс 7628 вылетел из аэропорта Воронежа и после набора высоты занял эшелон 8400 метров. На его борту находились 6 членов экипажа и 88 пассажиров: 64 взрослых и 24 ребёнка. Самолётом управлял экипаж из 269-го лётного отряда, состоявший из командира А. А. Тараненко, второго пилота В. Н. Тарасенко, штурмана А. Г. Иващенко и бортмеханика В. В. Бутырского. В салоне работали два бортпроводника: М. Г. Балан и А. Е. Гонца.

### Борт СССР-65735
Ту-134АК (регистрационный номер СССР-65735, заводской 1351405, серийный 14-05) 1-го Минского ОАО Белорусского УГА был выпущен Харьковским авиационным заводом 5 ноября 1971 года (первый полёт совершил в том же году). МГА СССР был передан 11 ноября и изначально поступил в 235-й Отдельный Правительственный АО. Относясь к модификации Ту-134АК, имел салоны люкс и первого класса, но позже был переделан в обычный на 78 пассажиров и 24 октября 1973 года начал эксплуатироваться в 1-м Минском ОАО. Также оснащён двумя турбореактивными двигателями Д-30-II производства Пермского моторного завода. На день катастрофы 7-летний авиалайнер совершил 7075 циклов «взлёт-посадка» и налетал 10 753 часа.
В тот день самолёт совершал рейс SU-7880 по маршруту Ташкент—Гурьев—Донецк—Минск. Управлял им экипаж из 104-го лётного отряда, состоявший из командира А. С. Комарова, второго пилота С. А. Петросяна, штурмана Н. К. Щипера, бортмеханика Е. С. Симакова и бортрадиста Ю. И. Смирнова. В салоне работали две стюардессы: Л. Ф. Лаптева и Н. Д. Гапанович.
В 13:11 EEST рейс 7880 вылетел из аэропорта Донецка и после набора высоты занял эшелон 5700 метров. На его борту, помимо 7 членов экипажа, находились 77 пассажиров: 12 детей и 65 взрослых, включая членов футбольной команды «Пахтакор» и участников узбекского ансамбля "Пахтаой".

#### Футбольная команда «Пахтакор»
На борту рейса SU-7880 почти в полном составе находилась команда ташкентского футбольного клуба «Пахтакор», летевшая в Минск на матч чемпионата СССР высшей лиги с местным футбольным клубом «Динамо». На рейс не попали 2 члена команды — защитник Анатолий Могильный (причина неизвестна) и массажист Анатолий Дворников (опоздал). Место первого в самолёте занял полузащитник Михаил Ан, который изначально не должен был лететь этим рейсом из-за травмы ноги (по другим данным — из-за дисквалификации), но его уговорили партнёры по команде. Главный тренер команды Олег Базилевич вылетел накануне в Сочи к жене и сыну, чтобы затем присоединиться к команде уже в Минске.

## Хронология событий

### Харьковский районный центр
Харьковский РЦ ЕС УВД характеризовался высокой интенсивностью полётов, так как через его зону ответственности проходило большое число воздушных трасс, из-за чего авиадиспетчерам приходилось часто вести более десятка самолётов одновременно. Об этой проблеме говорили ещё с начала 1970-х годов, но к 1979 году проблема так и не была решена. Особенно сложным и непредсказуемым сектором воздушных трасс в Харьковском центре являлся Юго-Западный, охватывающий трассы в секторе от 180 до 255° от Харькова и по высоте 6000 метров и выше. Он простирался на 285 километров с севера на юг и на 220 километров с запада на восток.
11 августа в 07:50 MSK (по другим данным — в 07:30) в диспетчерском центре заступила на работу новая смена авиадиспетчеров, начальником которой (и руководителем полётов) был Сергей Сергеев. На трудный Юго-Западный сектор он поставил малоопытного диспетчера 3-го класса (фактически ещё стажёра) 20-летнего Н. В. Жуковского. Контролировать его работу Сергеев поручил диспетчеру 1-го класса — 28-летнему В. А. Сумскому, который отвечал за проводку литерных рейсов, хотя по инструкции следить за малоопытным диспетчером должен был сам начальник смены. Известно, что в тот день через сектор должен был пролететь литерный рейс. В связи с этим распространено мнение, что данным рейсом летел на юг либо Леонид Брежнев, либо кто-то из его соратников, в связи с чем один из воздушных коридоров или эшелонов требовалось освободить от полётов других самолётов; однако на тот момент Брежнев уже несколько дней отдыхал в Крыму, а литерный рейс был недельным, то есть запланирован ещё за неделю до событий, и в тот день выполнялся по обычному воздушному коридору, не сильно ограничивая воздушное пространство. К тому же зону Харьковского УВД он пролетел ещё в 12:00, то есть примерно за час до катастрофы. Таким образом, 11 августа 1979 года обстановка в Юго-Западном секторе Харьковского радарного центра была вполне обычной, хотя небо было полностью затянуто кучевыми облаками высотой до 9000 метров.

### Возникновение ситуации
В 13:17:15 с диспетчером Юго-Западного сектора связался только что вошедший в его зону борт 65816 (молдавский) и доложил, что он находится на эшелоне 8400 метров и рассчитывает пролететь Волчанск в 13:22, Красноград в 13:28 и траверз Никополя в 13:43, а также запросил разрешение подняться на эшелон 9600 метров. Диспетчер Жуковский подтвердил вход борта 65816 в зону сектора на высоте 8400 метров, после чего нанёс на график ориентировочное время пролёта данным самолётом контрольных точек. Но, весьма вероятно, от утомления он запутался и указал неверные значения: 13:19 для Волчанска и 13:26 для Краснограда, то есть с опережением графика. В 13:21:43 борт 65816 повторно связался с Харьковским центром и повторно запросил разрешение подняться до 9600 метров, однако Жуковский запрос отклонил, так как на данном эшелоне над Красноградом в это время находился попутный самолёт (борт СССР-65132 — Ту-134А Архангельского УГА). В 13:25:28 экипаж молдавского авиалайнера опять связался с диспетчером и уже в третий раз запросил разрешение подняться до эшелона 9600 метров, указав, что между ними и попутным самолётом (борт 65132) интервал 55 километров. Но диспетчер и на этот раз отклонил их запрос, дав указание сохранять текущий эшелон до Краснограда.
Через несколько секунд после окончания связи с бортом 65816 (молдавским), в 13:25:48 на связь с диспетчером Жуковским вышел борт 65735 (белорусский), который за 14 минут до этого вылетел из Донецка. Экипаж доложил, что находится на эшелоне 5700 метров, тогда как по графику им приписан эшелон 9600 метров, а также указал расчётное время пролёта контрольных точек — Днепропетровск в 13:34 и Кременчуг в 13:44. Жуковский подтвердил местонахождение самолёта и дал указание временно занимать эшелон 7200 метров.
В 13:27:50 с Харьковским УВД связался борт 65816 (молдавский) и доложил, что пролетел Красноград на эшелоне 8400 метров. Тогда Жуковский спросил у них путевую скорость, после чего запросил её значение у борта 65132 (архангельский), летевшего на эшелоне 9600 метров. У первого самолёта она была 830 км/ч, а у второго — 750 км/ч, то есть на 80 км/ч меньше, в связи с чем диспетчер отказал борту 65816 (молдавскому) в занятии эшелона 9600 метров. Экипаж был вынужден подтвердить указание, хотя и попытался уточнить, что они могут также снизить скорость после набора высоты. Это было последнее радиосообщение с молдавского лайнера.
В 13:30:40 с харьковским УВД связался борт 65735 (белорусский) и доложил о занятии эшелона 7200 метров при удалении от радиомаяка Днепропетровска 25 километров. Диспетчер подтвердил их местоположение и дал указание подниматься до высоты 8400 метров. Через 3 минуты (в 13:34:52) с борта 65735 (белорусского) доложили о занятии эшелона 8400 метров и о пролёте радиомаяка Днепропетровска, хотя на самом деле авиалайнер находился уже в 13 километрах за ним. И тут малоопытный Жуковский неправильно опознал их отметку на радаре и подтвердил пролёт Днепропетровска. После этого, неправильно идентифицировав данный самолёт на радаре, он увидел, что на встречном курсе на эшелоне 9000 метров находится другой самолёт (борт СССР-86676 — Ил-62 Ташкентского ОАО), в связи с чем дал указание борту 65735 (белорусскому) пока задержаться на высоте 8400 метров, что тот и подтвердил.

### Вмешательство Сумского
Борт 65816 (молдавский) летел по воздушному коридору 50 (Магдалиновка — Днепродзержинск, курс 201°), а борт 65735 (белорусский) — по коридору 147 (Днепропетровск — Кременчуг, курс 300°). Эти коридоры пересекались под углом 99° северо-восточнее Днепродзержинска. Однако Жуковский, неправильно нанеся на схему время пролёта бортом 65816 (молдавским) контрольных точек, а также имея неверные данные о местоположении борта 65735 (белорусского), ошибочно предположил, что опасного сближения самолётов не будет, тем более что (по его расчётам) борт 65816 (молдавский) должен был уже пролететь место пересечения. Но тут диспетчер Сумской, который был поставлен у Жуковского наставником, слыша его переговоры с экипажами самолётов и увидев на экране сближающиеся отметки, осознал катастрофичность ситуации и попытался исправить её. Для этого он принял решение перевести борт 86676 (Ил-62) на эшелон 9600 метров, а борт 65735 (белорусский) — на освободившийся эшелон 9000. В 13:34:07 Сумской приказал борту 86676 (Ил-62) подниматься до высоты 9600 метров, после чего через несколько секунд повторил указание, а затем дал команду борту 65735 (белорусский) подниматься до высоты 9000 метров.
| 13:34:07 | УВД Харьков | 676-й, займите 9600. |
| 13:34:21 | УВД Харьков | 676-й, Харьков, займите 9600… [пауза в несколько секунд] 735-й, а вы 9 займите. Над Днепродзержинском 8400 пересекающийся. |
| 13:34:25 | 86676       | 9600, 676-й. |
| 13:34:33 | (нрзб.)     | Понял,… 8400. |

Ответ Понял,… 8400 на самом деле весьма неточный, к тому же оба диспетчера не услышали позывных. Тем не менее Сумской не стал проверять, понял ли экипаж белорусского Ту-134 команду. Вместо этого он отчитал малоопытного диспетчера и вернулся к своему рабочему месту, где надо было разводить сразу три самолёта.

### Столкновение

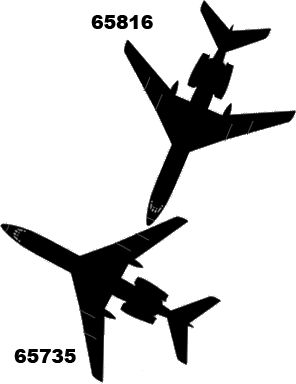
Схема столкновения самолётов

Летя на высоте 8400 метров в облаках высотой до 9000 метров, экипажи обоих Ту-134 не могли видеть друг друга. При этом борт 65816 отклонился от траектории влево на 4 километра, а борт 65735 — влево на 500 метров. В 13:35—13:38 отметки обоих самолётов неожиданно последовательно пропали с экранов радаров. Жуковский попытался связаться с ними, но те не отвечали. В 13:37 с Харьковским диспетчерским центром вышел на связь Игорь Чернов — командир самолёта Ан-2 Днепропетровского ОАО (борт СССР-91734, рейс Черкассы—Донецк) и доложил: Харьков, 734-й, что-то падает с неба!. В 13:40 Чернов вновь вышел на связь с диспетчером и доложил: Харьков, 734-й, в районе населённого пункта Куриловка наблюдаю падение частей самолёта. По-моему, Ту-134.
В 13:35:38 EEST, то есть спустя 1 минуту и 5 секунд с момента последней предполагаемой связи с землёй, белорусский Ту-134 (борт 65735) под углом 95° врезался в молдавский Ту-134 (борт 65816) в точке 48°33′35″ с. ш. 34°40′33″ в. д.. Концом правой плоскости длиной 2,5 метра борт 65735 разрубил у борта 65816 верхнюю часть кабины экипажа и несколько первых рядов пассажирского салона, убив сразу всех четверых пилотов, а у него самого оторвало часть правой плоскости крыла, обломки которой полетели в его же двигатель №2 (правый). Молдавский лайнер от удара развернуло вправо, а белорусский — влево, после чего лайнеры столкнулись хвостами, при этом молдавский двигателем №1 (левый) срезал белорусскому киль, а ему самому полностью оторвало правую плоскость крыла. Борт 65816 разрушился в воздухе сразу на несколько частей. Пилоты борта 65735, который потерял хвостовое оперение, часть правой плоскости крыла и один из двигателей, пытались совершить аварийную посадку, но на высоте около 4000 метров авиалайнер потерял управление и, перейдя в пикирование, около 13:38 рухнул на землю и полностью разрушился.

Хвостовая часть молдавского самолёта (борт CCCP-65816)

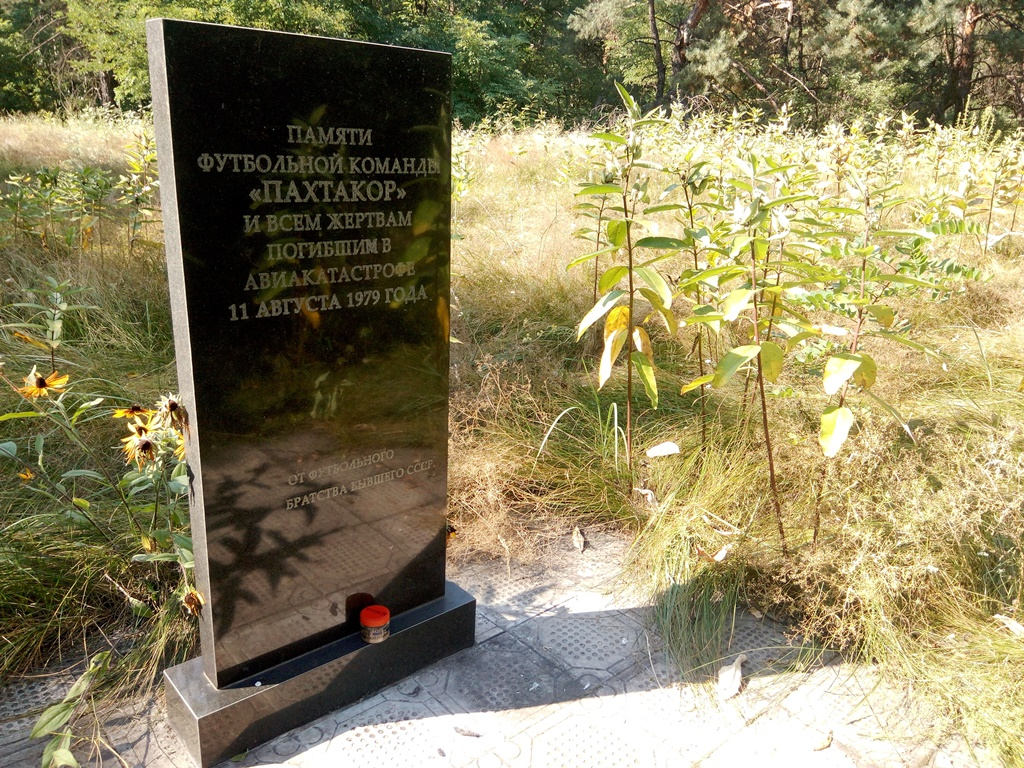
Место падения белорусского самолёта (борт СССР-65735) в районе посёлка Куриловка

Белорусский Ту-134 упал в 2 километрах северо-восточнее Куриловки в точке (48°35′17″ с. ш. 34°39′22″ в. д.). У молдавского Ту-134 средняя часть фюзеляжа вместе со средней частью крыла рухнула на землю в 3,5 километрах юго-восточнее Куриловки, его двигатель №1 (левый) был найден на берегу Днепра, а правая стойка шасси — в самом Днепре. Остальные части самолёта (обе плоскости крыла, хвостовая и носовая части) рухнули на землю на большой территории в районе сёл Куриловка, Николаевка и Елизаветовка. Общая площадь разброса обломков имела размеры 16 на 3 километра. Погибли все находившиеся в обоих самолётах 178 человек (94 в молдавском и 84 в белорусском), включая 36 детей и 17 членов футбольной команды «Пахтакор».
На 2021 год катастрофа над Днепродзержинском является крупнейшей в истории Ту-134 (в том числе и для отдельного самолёта — катастрофа молдавского борта). Помимо этого, на момент событий она являлась крупнейшей в СССР, обойдя катастрофу Ил-62 под Москвой 1972 года (с 1985 года — вторая, после катастрофы Ту-154 под Учкудуком), на территории современной Украины, обойдя катастрофу Ан-10 под Харьковом (с 2014 года — вторая, после катастрофы Boeing 777 в Донецкой области) и крупнейшим столкновением в воздухе, обойдя столкновение Trident 3B и DC-9 в Югославии в 1976 году (с 1996 года — второе, после столкновения Boeing 747 и Ил-76 в Индии). Также по настоящее время является третьим по числу жертв столкновением самолётов, уступая ещё столкновению двух Boeing 747 на Тенерифе.

## Расшифровка переговоров
Расшифровка переговоров с момента входа борта 65816 в зону Харьковского районного центра.
Обозначения:
- УВД Харьков — РЦ ЕС УВД Харьков (диспетчер Николай Жуковский)
- 65816 — Ту-134А Кишинёвского ОАО, рейс SU-7628 (Воронеж—Кишинёв)
- 65735 — Ту-134АК 1-го Минского ОАО, рейс SU-7880 (Донецк—Минск)
- Прочие самолёты:
  -  65132 — Ту-134А Архангельского ОАО
  -  65640 — Ту-134 Горьковского ОАО
  -  86676 — Ил-62 Ташкентского ОАО

| Время    | | |
| -------- | --- | --- |
| 13:17:15 | 65816 | Харьков, 65816, 8400 Волчанск 22 Красноград 28 43 траверз Никополя, 9600 прошу.                                                                       |
| 13:17:28 | УВД Харьков | Это 65816 докладывал? |
| 13:17:31 | 65816 | Так точно. |
| 13:17:33 | УВД Харьков | Понял вас. Следуйте пока 8400, Харьков, строго по трассе, слева точка работает.                                                                       |
| 13:17:37 | 65816 | Вас понял 816-й. 8400 точку доложу. |
| 13:21:33 | 65816 | 816-й точка де… 8400. |
| 13:21:38 | УВД Харьков | 816-й, следуйте 8400 Красноград. |
| 13:21:43 | 65816 | Вас понял, а 9600 нельзя? |
| 13:21:46 | УВД Харьков | Пока нет, над Красноградом попутный на 9600. |
| 13:21:50 | 65816 | Понял Вас, 816, 8400 сохраняю. |
| 13:25:28 | 65816 | Харьков, 816-й, у нас интервал с попутным есть на 9600 55 километров, разрешите нам набор на 9600.                                                    |
| 13:25:36 | УВД Харьков | 816-й, пройдёте Красноград, посмотрим. |
| 13:25:39 | 65816 | Хорошо. |
| 13:25:48 | 65735 | Харьков 65735-й, прошёл траверз Просяной 5700, 9600 подписан, Днепр 34, 44 Кременчуг.                                                                 |
| 13:26:01 | УВД Харьков | 65735-й, Харьков-контроль подтвердил вам траверс Просяной, занимайте 7200 пока.                                                                       |
| 13:26:07 | 65735 | 7200 занимаю, 735-й. |
| 13:27:50 | 65816 | 816-й, Красноград 8400. |
| 13:27:55 | УВД Харьков | Сию 816-й подтвердил Красноград. У вас путевая какая?                                                                                                 |
| 13:28:01 | 65816 | Путевая 830. |
| 13:28:03 | УВД Харьков | Понял вас, а 65132-го путевая? |
| 13:28:07 | 65132 | 132-й, 750. |
| 13:28:12 | УВД Харьков | 816-й, слышали? |
| 13:28:14 | 65816 | Слышал, слышал, мы займём высоту, у нас тоже упадёт.                                                                                                  |
| 13:30:40 | 65735 | Харьков, 735-й занял 7200, 25 до Днепра. |
| 13:30:46 | УВД Харьков | Харьков подтвердил до Днепра 25, занимайте 8400. |
| 13:30:55 | 65735 | 8400 занимаем, 735-й. |
| 13:33:52 | 65735 | Харьков, 65735-й, Днепр 8400. |
| 13:33:55 | УВД Харьков | 735-му подтвердил Днепр, так… Пока 8400 до команды, встречный 9000.                                                                                   |
| 13:34:04 | 65735 | Понял, встречный 9, 8400 до команды… |
| 13:34:07 | УВД Харьков | 86676-й, займите 9600. |
| 13:34:21 | УВД Харьков | 86676 Харьков, 9600 займите! 735-й, а Вы 9 займите, над Днепродзержинском 8400 пересекающий.                                                          |
| 13:34:25 | 86676 | 9600, 676-й. |
| 13:34:27 | В этот момент с диспетчерским центром попытался связаться борт 65640, который вместе с докладом 86676 наложился на продолжающуюся команду диспетчера. | В этот момент с диспетчерским центром попытался связаться борт 65640, который вместе с докладом 86676 наложился на продолжающуюся команду диспетчера. |
| 13:34:33 | (нрзб.) | Понял,… 8400. |
| 13:35:38 | 65735 и 65816 сталкиваются на высоте 8400 метров. | 65735 и 65816 сталкиваются на высоте 8400 метров. |

## Работы на месте катастрофы
На охрану места катастрофы и ликвидацию её последствий были мобилизованы курсанты Днепродзержинской школы авиационных механиков, в/ч 78436, санитарные дружины гражданской обороны. Первым надлежало организовать охрану места катастрофы вместе с милицией, а затем собрать с территории, на которой упали обломки самолётов, все собственно обломки, а также прочие предметы и багаж пассажиров. Вторые должны были собрать тела погибших.
Солдаты рассредоточились для прочёсывания местности, двигаясь вдоль берега Днепра. Левый двигатель молдавского Ту-134 упал прямо на пляж, где в субботу (11 августа) с утра было полно отдыхающих, однако когда облака сгустились и стал накрапывать дождь, пляж опустел. Буквально через 5 минут на него рухнул двигатель — самый тяжёлый предмет в конструкции самолёта, который улетел по курсу дальше прочих обломков.
Большая часть обломков молдавского лайнера находилась вблизи деревни Николаевка: фюзеляж и обе плоскости крыла. Хвостовую часть у самолёта отрубило в момент столкновения, и пассажиры, которые не были пристёгнуты, просто высыпались из неё.
Место катастрофы было тщательно заснято на фотоплёнку с самолёта-разведчика Ан-30 с разной высоты и по курсу одного и другого лайнеров для расследования государственной комиссии.
В течение дня 12 августа все работы на месте катастрофы были завершены.

## Расследование

### Выводы
По результатам исследования обломков обоих Ту-134 комиссия сделала вывод, что на обоих самолётах до столкновения не было взрыва или пожара, а оборудование работало исправно. Также у каждого из бортов взлётный вес и центровка были в пределах нормы. Помимо этого, в районе полётов в тот день и в данном часу не запускались метеозонды и не проводились воинские учения.

В процессе… обслуживания обоих самолётов дефектов, которые могли бы служить причиной лётного происшествия, не обнаружено… Техническое обслуживание проводилось в соответствии с требованиями регламента, НТВС-71 и указаниями МГА. В аэропортах Воронеж и Донецк нарушений по загрузке, заправке и центровке не установлено… На борту не имелось запрещённых к перевозке предметов и вещей, способных вызвать аварийную обстановку. Состояние радиотехнических средств УВД, навигации и связи не могло оказать отрицательного влияния на развитие событий. Метеообеспечение не могло стать причиной катастрофы. В районе Харьковского РЦ ЕС УВД 11 августа с 13 до 14 часов запусков шаров-зондов, боевых стрельб и запусков ракет не производилось. Уровень профессиональной подготовки лётных экипажей обоих воздушных судов, а также опыт их работы не являются причиной авиакатастрофы.
— 
Тогда комиссия переключилась на диспетчеров и обнаружила в действиях 20-летнего Николая Жуковского целую серию ошибок:
1. трижды отказал борту 65816 (молдавский Ту-134) в подъёме с эшелона 8400 до эшелона 9600, мотивируя это находившимся в опасной близости бортом 65132 (архангельский Ту-134, интервал составлял 55 километров — близкий к минимально допустимому), хотя безопасный интервал между бортами 65132 и 65816 можно было сохранять за счёт снижения путевой скорости у второго;
2. при этом перевёл борт 65735 (белорусский Ту-134) с эшелона 7200 метров на более высокий 8400, хотя экипаж этого не запрашивал, и в результате этого появилась конфликтная ситуация с бортом 65816, который следовал по данному эшелону пересекающим курсом;
3. не разрешил борту 86676 (узбекский Ил-62) занять эшелон 10 200 метров, хотя это могло увеличить безопасный интервал при расхождении с бортом 65132 на пересекающем курсе;
4. допустил, что на эшелоне 8400 метров в попутном направлении с бортом 65816 с интервалом всего 40 секунд следовал борт 65656 (украинский Ту-134), при этом опасного сближения удалось избежать лишь потому, что борт 65656, отклонившись вправо от трассы, начал обходить облачность;
5. позволял экипажам нарушать правила радиообмена и даже спорить с диспетчером по поводу полученных указаний. Так Жуковский целых 47 секунд (13:32:47—13:33:34) спорил с бортом 87327 (украинский Як-40), объясняя экипажу необходимость перехода на другой эшелон.

Также его наставник, 28-летний Владимир Сумской, хоть и имел опыт работы, но нередко получал взыскания за нарушения технологии работы, в том числе и фразеологии радиообмена.
По мнению комиссии, ошибки были и в действиях исполняющего обязанности руководителя полётов Сергея Сергеева, который неверно распределил обязанности персонала смены, а также дал неправильное указание диспетчеру Сумскому о контроле над работой диспетчера Жуковского. При этом сам Сергеев в 13:15 подменил диспетчера Северо-Восточного сектора, тем самым отстранившись от своих прямых обязанностей, что в последующий период усложнило управление воздушным движением.

### Официальные выводы
По заключению комиссии, когда в 13:34:24 диспетчер Сумской начал отдавать команду борту 65735 подняться до высоты 9000 метров (735-й, а вы 9 займите, над Днепродзержинском 8400 пересекающийся), в 13:34:27 с самим диспетчером попытался связаться борт 65640 (Ту-134 Горьковского ОАО), который забил первую половину фразы (735-й, а вы 9 займите…). В свою очередь, экипаж борта 86676 (Ил-62 Узбекского УГА), ранее получивший команду на подъём до 9600 метров, услышав окончание фразы …над Днепродзержинском 8400 пересекающийся, воспринял его как продолжение команды. Таким образом, ключевая фраза Понял,… 8400, по данным экспертизы, была сказана не с белорусского Ту-134, а с узбекского Ил-62 и полностью звучала как Понял, 676-й, 8400. Одной из причин возникшей ситуации стала возросшая в течение последних минут интенсивность радиообмена, что приводило к накладкам в эфире. Ошибка Сумского была в том, что, получив невнятный ответ, к тому же без указания позывных, он не стал уточнять у экипажа борта 65735, понял ли тот команду. Отсутствие на должностном месте руководителя полётов, который в это время работал за диспетчера, не позволило избежать возникновения катастрофической ситуации.

Причиной катастрофы явились ошибки и нарушения требований НПП ГА-78, допущенные диспетчером Юго-Западного сектора и диспетчером-инструктором в части назначения эшелонов и обеспечения установленных интервалов между воздушными судами, соблюдения правил фразеологии радиообмена.— 

### Версия об атаках по самолётам
Очень популярна версия, что самолёты на самом деле по каким-либо причинам были сбиты ракетой. В частности, в документальном фильме «Тайна гибели „Пахтакора“», снятым телеканалом «Россия», Алла Тазетдинова — вдова второго тренера Идгая Тазетдинова — рассказывала, как в линейной прокуратуре некто юрист Гарбуз ей якобы сказал: Что вы для себя ничего не просите. Вы попросите путёвку. В прошлом году сбили самолёт. После этого он сразу осёкся и замолчал. Там же в фильме данную версию развивают и выдвигают предположение, что самолёт был случайно поражён ракетой во время военных учений. Версии о том, что оба Ту-134 были сбиты, придерживается и тогдашний главный тренер «Пахтакора» Олег Базилевич; причём, по версии Базилевича, белорусский лайнер был сбит за пролёт над оборонным объектом, куда попал из-за ошибки диспетчера.
По мнению противников данной версии, она не может объяснить, почему были сбиты сразу два самолёта, да ещё так, что у белорусского разрушился лишь киль, а молдавский разорвало на несколько частей. К тому же в этом случае обломки самолётов, поражённых ракетой или стрелковым оружием, имеют характерные признаки повреждений. Так, например, были распознаны случаи расстрела Ил-14 в 1959 году и Як-40 в 1997 году, а также сбития ракетами Ту-104 в 1962 году и Ту-154 в 2001 году. Да и даты крупных военных учений в Советском Союзе достаточно хорошо известны; так, ближайшие по датам воинские учения на территории Украинской ССР проходили в 1978 году («Березина») и в 1981 году («Запад-81»).
Что до теории о намеренном сбитии, то, по мнению её противников, она не объясняет, зачем было сбивать самолёт, летящий в 8 с лишним километрах над землёй, да ещё и в облаках. К тому же в этом же районе в тот момент находились ещё как минимум 3 самолёта, включая низколетящий Ан-2, командир экипажа которого доложил о наблюдении падающих обломков одного из столкнувшихся Ту-134.

## Последствия катастрофы

### Суд и дальнейшая судьба диспетчеров
Спустя 9 месяцев после катастрофы состоялся суд, на котором диспетчеры Николай Жуковский и Владимир Сумской были приговорены к 15 годам заключения в колонии общего режима. Владимир Сумской отбыл в тюрьме 6,5 года, после чего в 1986 году был выпущен на свободу за хорошее поведение. По данным на 2005 год, он проживал в Харькове. Жуковский, по утверждению бывшего футболиста «Пахтакора» Тулягана Исакова, «отсидел срок и умер своей смертью». Привлекался ли начальник смены Сергей Сергеев к суду или нет, точных сведений нет; достоверно известно лишь то, что к тюремному сроку его не приговаривали.

### Футбольный клуб «Пахтакор»
Летят года, но боль не утихает,

Печаль моя взлетела выше гор.

На перелёте птицы погибают,

Погиб и ты в полёте, «Пахтакор»…
Среди 178 человек, погибших в катастрофе, 17 являлись членами команды ташкентского футбольного клуба «Пахтакор», летевшими в Минск: 14 игроков, второй тренер, администратор и врач. Сама гибель целой футбольной команды, причём достаточно популярной, привела к тому, что данная авиакатастрофа, в отличие от многих других того времени, хоть и не получила широкой огласки, но в то же время и не замалчивалась на международном уровне.
Также решением федерации футбола СССР «Пахтакору» в течение трёх лет гарантировали место в высшей лиге независимо от итогового результата; в итоге «Пахтакор» занимал 9-е место в Чемпионате 1979 года, 16-е место в Чемпионате 1980 года и 18-е место в Чемпионате 1981 года.

### Память
В августе 2009 года к 30-летию катастрофы на месте падения белорусского Ту-134 был установлен памятник в виде чёрной вертикальной плиты с надписью: Памяти футбольной команды «Пахтакор» и всем жертвам, погибшим в авиакатастрофе 11 августа 1979 года. От футбольного братства бывшего СССР. Одновременно был открыт мемориал в ближайшем посёлке Куриловка. Инициатором проекта стала вдова тренера Идгая Тазетдинова — Алла Шулепина-Тазетдинова, благодаря финансовой поддержке ряда футбольных клубов постсоветского пространства. Памятник расположен перед Куриловской школой в небольшом парке.
|  |  |  |

Монумент представляет собой чёрную траурную стелу, расколотую пополам — как символ оборванной жизни, которую пересекает устремлённый в небо белый журавль, голова и шея которого напоминает нос самолёта. На стеле изображён летящий клин из 11 журавлей и перечислены 17 имён членов команды. У подножья памятника лежит гранитный футбольный мяч. 4 августа 2009 года при большом стечении местных жителей памятник был почётно открыт. В церемонии открытия приняли участие вдова главного тренера, заместитель генерального директора ташкентского футбольного клуба Аскар Талибджанов (брат погибшего администратора команды Мансура Талибджанова), ряд футбольных функционеров СНГ и членов местной администрации.
Экипаж самолёта Ту-134А борт СССР-65735 (командир, штурман, бортмеханик, бортрадист и обе стюардессы) был похоронен на Восточном (Московском) кладбище Минска. Второй пилот был похоронен на родине, в Армении.
|  |  |  |

Как сообщила пресс-служба Федерации футбола Узбекистана (ФФУ) в начале августа 2013 года, на 11 августа 2013 года на кладбище Боткина в Ташкенте была запланирована церемония открытия памятника «Пахтакор-79». В мероприятии собирались принять участие футбольные команды Узбекистана, представители СМИ, ФФУ и ПФЛ.